# Robert Ballin
 Robert Ballin  (* 14. Dezember 1872 in München; † 9. Februar 1960 ebenda) war ein deutsch-jüdischer Möbelfabrikant.

## Leben
Robert Ballin war ein Sohn des im Jahre 1864 aus Limburg an der Lahn nach München gekommenen Tapezier- und Polstermeisters Max Ballin, der dort im ausgehenden 19. Jahrhundert eine Fabrik für Polster- und Holzmöbel aufbaute. Robert Ballin hatte zwei Brüder, Martin und Louis.
Ab dem Jahr 1901 übernahmen die drei Brüder die Leitung des damals im Münchner Stadtbezirk Obergiesing-Fasangarten ansässigen Unternehmens, das in diesem Jahr zum königlich-bayerischen Hoflieferanten ernannt wurde. Unter ihrer Führung errichtete die Firma eine repräsentative Zentrale am Promenadeplatz im Kreuzviertel der Altstadt, in welcher sich Ausstellungsräume, Büros und Werkstätten befanden. Vor dem Ausbruch des Ersten Weltkriegs hatte das Unternehmen bis zu 325 Mitarbeiter.
Nach dem Krieg geriet das Unternehmen in eine Krise, da die Nachfrage nach Luxusmöbeln eingebrochen war. Allerdings konnte es sich bis Mitte der 1920er Jahre erholen.
Am Abend des 9. November 1923 wurde Ballin unfreiwillig Zeuge der Niederschlagung des Hitlerputsches durch die bayerische Landespolizei. Den durch einen Schuss in die Leistengegend schwer verletzten Hermann Göring schleppten dessen Kameraden auf der Flucht in den Eingangsbereich von Ballins damaligem Wohnhaus in der Residenzstraße. Ballin gewährte Göring und seinen Begleitern Einlass in seine Wohnung und leistete ihm gemeinsam mit seiner Ehefrau Bella, einer früheren Krankenschwester, Erste Hilfe, bevor der Verletzte in eine Privatklinik gebracht wurde.
Im Zuge der Weltwirtschaftskrise verschlechterte sich die Situation des Möbelunternehmens wieder. Nach der Machtergreifung durch die Nationalsozialisten im Januar 1933 brachten die Judenboykotte den Hersteller unter Druck und Ballin und seine Angehörigen sahen sich dem antisemitischen Terror ausgesetzt.
Im September 1937 wurde das Unternehmen arisiert, allerdings zu deutlich erträglicheren Konditionen als in den meisten übrigen Fällen. So konnte Ballin zunächst noch als Mitarbeiter verbleiben und erhielt von dem Neueigentümer Edgar Horn eine monatliche Rente. Offenbar hatte Hermann Göring persönlich zugunsten der Ballins interveniert.
Im Zuge der Novemberpogrome des Jahres 1938 wurde Robert Ballin gemeinsam mit Angehörigen kurzzeitig im Konzentrationslager Dachau interniert; die Familie wurde jedoch – wiederum auf Betreiben Görings – bereits nach wenigen Tagen wieder entlassen.
Eine für 1939 geplante Emigration nach Großbritannien wurde offenbar durch den Ausbruch des Zweiten Weltkriegs verhindert. Erst im März 1942 gelang den Brüdern Robert und Martin Ballin mit ihren Ehefrauen die Ausreise in die Schweiz, wo sie zunächst in Baden lebten, bevor sie im November 1942 nach Spanien und von dort mit dem Schiff nach Argentinien flohen. Am 8. Januar 1943 starb Ballins Ehefrau Bella an Bord des Schiffes.
Von Buenos Aires aus reiste Robert Ballin mit seinem Bruder Martin und dessen Ehefrau Thekla weiter nach Asunción in Paraguay, wo sie einige Monate lang lebten, bevor ihnen im August 1943 die Einreise in die USA gestattet wurde. Mit dem Flugzeug gelangten sie nach Miami und von dort nach New York.
Im Frühjahr 1958 kehrte Ballin nach München zurück und lebte dort bis zu seinem Tod am 9. Februar 1960 im jüdischen Altersheim in der Kaulbachstraße. Er wurde auf dem Münchner Neuen Israelitischen Friedhof beigesetzt.